# Уоллингфорд, Джесс
Джесс Альфред Уоллингфорд (англ. Jesse Alfred Wallingford; 25 января 1872, Лондон — 6 июня 1944, Окленд, Новая Зеландия) — британский стрелок, призёр летних Олимпийских игр.
Уоллингфорд принял участие в летних Олимпийских играх в Лондоне в четырёх дисциплинах. В пистолетной стрельбе он стал 3-м среди команд и 5-м среди отдельных спортсменов. В стрельбе из винтовки на 300 метров он занял 6-е и 10-е места в командном и индивидуальном соревновании.
Также Уоллингфорд стал чемпионом мира в стрельбе из винтовки на 300 метров лёжа в 1899 году в Лосдёйнене, Нидерланды.